# Ellipson
Das Ellipson ist ein Bürohochhaus in Dortmund.
Es hat mit seinen 60 Metern Höhe und 17 Etagen eine Nutzfläche von rund 10.000 m². Die Grundsteinlegung erfolgte im Januar 1998. Dortmunds Oberbürgermeister legte den symbolischen ersten Stein. Nur knapp 19 Monate später, nämlich im Juli 1999, wurde die Eröffnung gefeiert.
Das Ellipson verfügt über ein vollautomatisches Parksystem für 150 PKW unterschiedlicher Größe, zudem über zentrale Informationstechnologie, Server- und Telekommunikationseinrichtungen und -dienstleistungen sowie umfangreiche Gebäudeservices. Das Gebäudekonzept wurde von der Bilfinger Berger Projektentwicklung GmbH und dem Verbundforschungsprojekt office21 unter Leitung des Fraunhofer IAO entwickelt.
Im untersten Stock bietet das Ellipson Platz für Gastronomie.
Auf Grund seiner zentralen Lage an der Bundesstraße 54 (Ruhrallee) und der unmittelbaren Nähe zur Stadtbahnhaltestelle „Stadthaus“ ist das Ellipson gut zu erreichen.